# Danny Willett
Daniel John Willett, conhecido como Danny Willett (3 de outubro de 1987), é um jogador profissional de golfe da Inglaterra. Ele foi campeão do Masters de Golfe em 2016.

## Títulos

### Torneios Major´s (1)
| Ano  | Campeonato       | Resultados           | Margem    | Vice-campeão                |
| ---- | ---------------- | -------------------- | --------- | --------------------------- |
| 2016 | Masters de Golfe | −5 (70-74-72-67=283) | 3 tacadas | Jordan Spieth, Lee Westwood |